# Szentivanyella
Szentivanyella är ett släkte av kvalster. Szentivanyella ingår i familjen Microzetidae.
Kladogram enligt Catalogue of Life:
| Szentivanyella | \| \| Szentivanyella africana \| \| \| \| \| \| Szentivanyella latilamellata \| \| \| \| \| \| Szentivanyella szentivanyi \| \| \| \| |
|                | \| \| Szentivanyella africana \| \| \| \| \| \| Szentivanyella latilamellata \| \| \| \| \| \| Szentivanyella szentivanyi \| \| \| \| |
|                | Szentivanyella africana |
|                | |
|                | Szentivanyella latilamellata |
|                | |
|                | Szentivanyella szentivanyi |
|                | |